# كارل أوير
كارل أوير (بالألمانية: Karl Auer)‏ (12 أغسطس 1898 - 21 فبراير 1945 في روسيا) هو لاعب كرة قدم ألماني في مركز الهجوم. شارك مع منتخب ألمانيا لكرة القدم. أما مع النوادي، فقد لعب مع غرويتر فورت وWürzburger FV ‏.

## وصلات خارجية
- كارل أوير على موقع قاعدة بيانات كرة القدم.إي يو (الإنجليزية)
- كارل أوير على موقع ناشيونال فوتبول تيمز (الإنجليزية)
- كارل أوير على موقع عالم كرة القدم.نت (الإنجليزية)